# 1992년 12월
| 1992년: 1월 · 2월 · 3월 · 4월 · 5월 · 6월 · 7월 · 8월 · 9월 · 10월 · 11월 · 12월 |

| <          | 1992년 12월 | 1992년 12월 | 1992년 12월 | 1992년 12월  | 1992년 12월 | >          |
| 일         | 월          | 화          | 수          | 목           | 금          | 토         |
|            |             | 1 11.8 신해 | 2 9 임자    | 3 10 계축    | 4 11 갑인   | 5 12 을묘  |
| 6 13 병진  | 7 14 정사   | 8 15 무오   | 9 16 기미   | 10 17 경신   | 11 18 신유  | 12 19 임술 |
| 13 20 계해 | 14 21 갑자  | 15 22 을축  | 16 23 병인  | 17 24 정묘   | 18 25 무진  | 19 26 기사 |
| 20 27 경오 | 21 28 신미  | 22 29 임신  | 23 30 계유  | 24 12.1 갑술 | 25 2 을해   | 26 3 병자  |
| 27 4 정축  | 28 5 무인   | 29 6 기묘   | 30 7 경진   | 31 8 신사    |             |            |

| 편집하기 |

## 1992년12월 29일
- 양평 일가족 생매장 사건의 주범 윤용필 등 흉악범 9명에 대한 사형이 집행되었다.

## 1992년12월 22일
- 대한민국과 베트남이 공식 수교를 재개하다.

## 1992년12월 18일
- 김영삼이 대한민국 대통령에 당선되다.